# Фішер (Міннесота)
Фішер (англ. Fisher) — місто (англ. city) в США, в окрузі Полк штату Міннесота. Населення — 422 особи (2020).

## Географія
Фішер розташований за координатами 47°47′57″ пн. ш. 96°47′58″ зх. д. / 47.79917° пн. ш. 96.79944° зх. д. (47.799196, -96.799449).  За даними Бюро перепису населення США в 2010 році місто мало площу 1,10 км², уся площа — суходіл.

## Демографія
Згідно з переписом 2010 року, у місті мешкало 435 осіб у 180 домогосподарствах у складі 114 родин. Густота населення становила 396 осіб/км².  Було 196 помешкань (178/км²).
Расовий склад населення:
| - 97,9 % — білих - 0,9 % — корінних американців - 0,2 % — чорних або афроамериканців |

До двох чи більше рас належало 0,2 %. Частка іспаномовних становила 4,6 % від усіх жителів.
За віковим діапазоном населення розподілялося таким чином: 25,7 % — особи молодші 18 років, 59,6 % — особи у віці 18—64 років, 14,7 % — особи у віці 65 років та старші. Медіана віку мешканця становила 32,2 року. На 100 осіб жіночої статі у місті припадало 101,4 чоловіків;  на 100 жінок у віці від 18 років та старших — 94,6 чоловіків також старших 18 років.
Середній дохід на одне домашнє господарство  становив 62 039 доларів США (медіана — 55 714), а середній дохід на одну сім'ю — 71 501 долар (медіана — 70 000). За межею бідності перебувало 12,5 % осіб, у тому числі 17,6 % дітей у віці до 18 років та 6,8 % осіб у віці 65 років та старших.
Цивільне працевлаштоване населення становило 230 осіб. Основні галузі зайнятості: освіта, охорона здоров'я та соціальна допомога — 33,9 %, виробництво — 11,3 %, роздрібна торгівля — 9,6 %, науковці, спеціалісти, менеджери — 9,1 %.